# Florián František Rómer
Florián František Serafín Rómer (původním příjmením Rammer, maďarsky Rómer Flóris Ferenc, německy Floridus Franz Rómer, 12. dubna 1815 Bratislava – 8. března 1889 Velký Varadín) byl římskokatolický kněz a řeholník, církevní hodnostář, vysokoškolský pedagog, archeolog, historik a přírodovědec.
Jeho otcem byl František Rammer a matka Anna rozená Vetserová.

## Životopis
Studoval na gymnáziu v Trenčíně, Bratislavě a v Tatě. V roce 1830 vstoupil do benediktinského řádu. Později studoval filosofii v Győru a teologii v Pannonhalmě; získal tituly PhDr. a ThDr.
Na kněze byl vysvěcen v roce 1838. Florián Rómer byl přívržencem reformního hnutí maďarské střední šlechty. Zúčastnil se revoluce v letech 1848–1849 a po její porážce byl zatčen a vězněn.
Od roku 1860 byl korespondentem a od roku 1871 řádným členem UAV. V roce 1868 se stal univerzitním profesorem. Jako profesor působil na akademiích v Bratislavě a v Pešti, byl kustodem Maďarského národního muzea. Byl jedním ze zakladatelů moderní Uherské archeologie a jedním ze zakládajících členů Uherské historické společnosti.
V roce 1874 vystoupil z řehole, stal se členem biskupské konzistoře v Banské Bystrici a byl jmenován titulárním opatem v Rimavských Janovcích, od roku 1877 byl kanovníkem ve Velkém Varadíně.
Jako autor rozsáhlého díla svou prací zasáhl do více oblastí vědeckého a kulturního života Slovenska. Byl mimo jiné autorem první velké uherské monografie z dějin umění a archeologie.
Roku 1873 byl vyznamenán rytířským křížem Řádu železné koruny III. třídy.